# Stadiumx
A Stadiumx egy magyar progressive house DJ, producer páros.
A köztudatba Taylr Renee énekesnővel közös számukkal a Howl at the Moon-nal kerültek be. Ez a szám elérte a Beatport toplista első helyét, és a legtöbbet játszott track volt a 2014-es Ultra Music Festivalon, a világ egyik legnagyobb elektronikus zenei fesztiválján. A 2014-es tomorrowlanden Nicky Romero először rakta be nagyközönség előtt a Tom Swoon-nal közös számukat a Rico and Miella duó vokáljával készült Ghost-ot. Nicky Romero azóta is rendszeresen játssza ezt a számot. Havi podcastjuk az X-hour.
Híres munkáik még David Guetta-Lovers on the Sun-jához, a Sultan + Ned Shepard duó All These Roads-ához és a Cash Cash Surrenderéhez készített remixek. A híres zenéik közé tartozik a 2015.12.21.-én megjelent Harmony című zene, melyben Nicky Romero is segédkezik. A Beatport ranglistán a legjobb 60 között debültált.

## Diszkográfia

### Single-ök
- 2014: Stadiumx ft. Taylr Renee - Howl At The Moon
- 2014: Tom Swoon & StadiumX ft. Rico and Miella - Ghost
- 2015: Stadiumx ft Angelika Vee - Wonderland
- 2015: Stadiumx & Dzasko feat. Delaney Jane - Time Is On Your Side
- 2015: Nicky Romero & Stadiumx - Harmony
- 2015: Stadiumx & Metrush - Glare - [TurnItUp Muzik]
- 2015: Nicky Romero & Stadiumx - Harmony [Protocol Recordings]
- 2016: Muzzaik, Stadiumx - So much love [Spinnin' Records]
- 2016: Stadiumx, Baha & Markquis ft. Delaney Jane - Another Life [Official Balaton Sound Anthem]
- 2017: Stadiumx & Muzzaik - Last Night A D.J. Saved My Life [Spinnin' Records]
- 2017: Stadiumx ft. BISHØP - The Fall [Spinnin' Records]
- 2017: Marc Scibilia & Stadiumx - Those Were The Days

Remixek
- 2014: "All These Roads" (Stadiumx Remix) (Sultan + Ned Shepard Feat. Zella Day & Sam Martin)
- 2014: "Lovers On The Sun" (Stadiumx Remix) (David Guetta Feat. Sam Martin)
- 2014: "Half Light" (StadiumX Remix (Wilkinson feat. Tom Cane)
- 2014: "Surrender" (Stadiumx Remix) (Cash Cash)
- 2015: "Eye Of The Storm" (Stadiumx Remix) (Gareth Emery)
- 2015: "Sugar" (Stadiumx Remix) (Robin Schulz)
- 2016: "Runaways" (Muzzaik & Stadiumx Remix) (Sam Feldt & Deepend ft. Teemu)
- 2017: "Like Home (Stadiumx Remix) (Nicky Romero & NERVO)

## Érdekességek
Sullivan a Muzzaik tagja is ami szintén egy magyar producer duó. A Howl At The Moon vezette a Beatport top 100-as listáját. 

## Egyezések
- Ez az oldal részben a Stadiumx című angol oldal fordítása.